# Margit Kovács

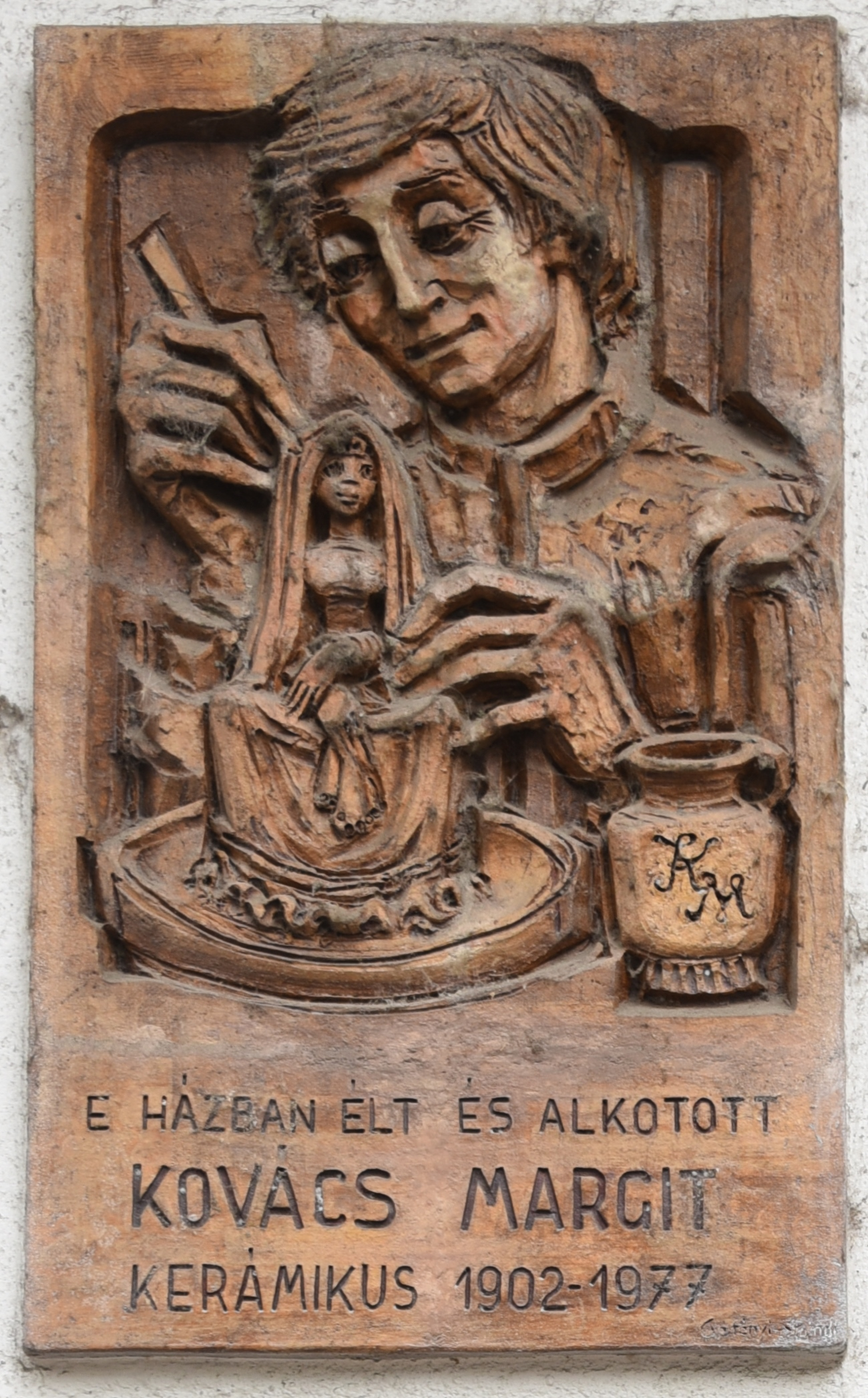
Gedenktafel für Margit Kovacs

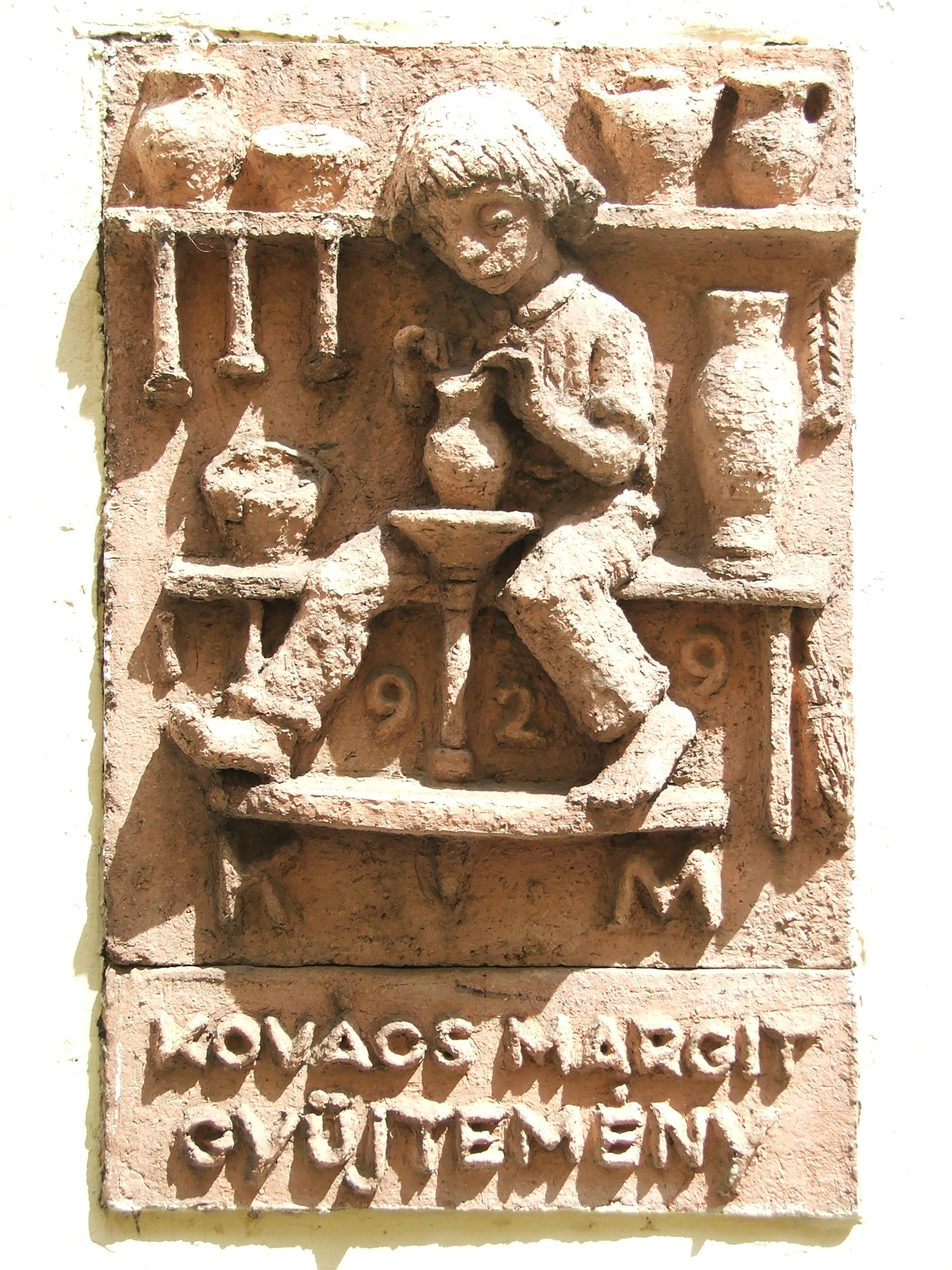
Plakette am Eingang zur Margit-Kovács-Sammlung in Szentendre.

Margit Kovács (* 30. November 1902 in Győr; † 4. Juni 1977 in Budapest) war eine ungarische Bildhauerin und Keramikkünstlerin.

## Leben
Margit Kovács wurde am 30. November 1902 in Győr geboren. Eigentlich wollte sie Grafikerin werden, entwickelte in den frühen 1920er-Jahren aber ein Interesse an der Keramik. Von 1926 bis 1928 studierte sie bei der Keramikkünstlerin Hertha Bücher in Wien. Anschließend studierte sie in den Jahren 1928 und 1929 bei Karl Killer an der Münchner Kunstgewerbeschule den Umgang mit Ton. 1932 studierte Kovács in Kopenhagen und lernte 1933 in der Manufacture royale de porcelaine de Sèvres die Figurenmodellierung mit Schamottenton.
Kovács erhielt 1928 ihren ersten öffentlichen Auftrag. Sie arbeitete während des Zweiten Weltkriegs und unter dem kommunistischen Regime weiter. Letzteres zeichnete sie 1959 als herausragende Künstlerin aus. Kovács fertigte Skulpturen, Gefäße, Teller, Wandplaketten und Wandbilder aus Fliesen. Dabei widmete sie sich Motiven aus dem Land- und Familienleben sowie aus der Bibel. Zu ihren bedeutendsten religiösen Werken gehört das Portal der Szent Imre Templon in Győr, das Kovács 1939 und 1940 fertigte. 1958 wurde ihr Werk Éneklő lányok, eine Reliefwandkeramik bei der Weltausstellung in Brüssel im ungarischen Pavillon präsentiert und mit einem Hauptpreis ausgezeichnet. In Budapest und weiteren ungarischen Städten haben sich zahlreiche ihrer öffentlichen Kunstwerke erhalten. 1972 schenkte sie den Großteil ihres Werks an die Museumsverwaltung von Szentendre, wo im Folgejahr die Margit-Kovács-Sammlung eröffnete. Kovács verstarb am 4. Juni 1977 in Budapest. Sie liegt auf dem dortigen Friedhof Farkasréti temető begraben.

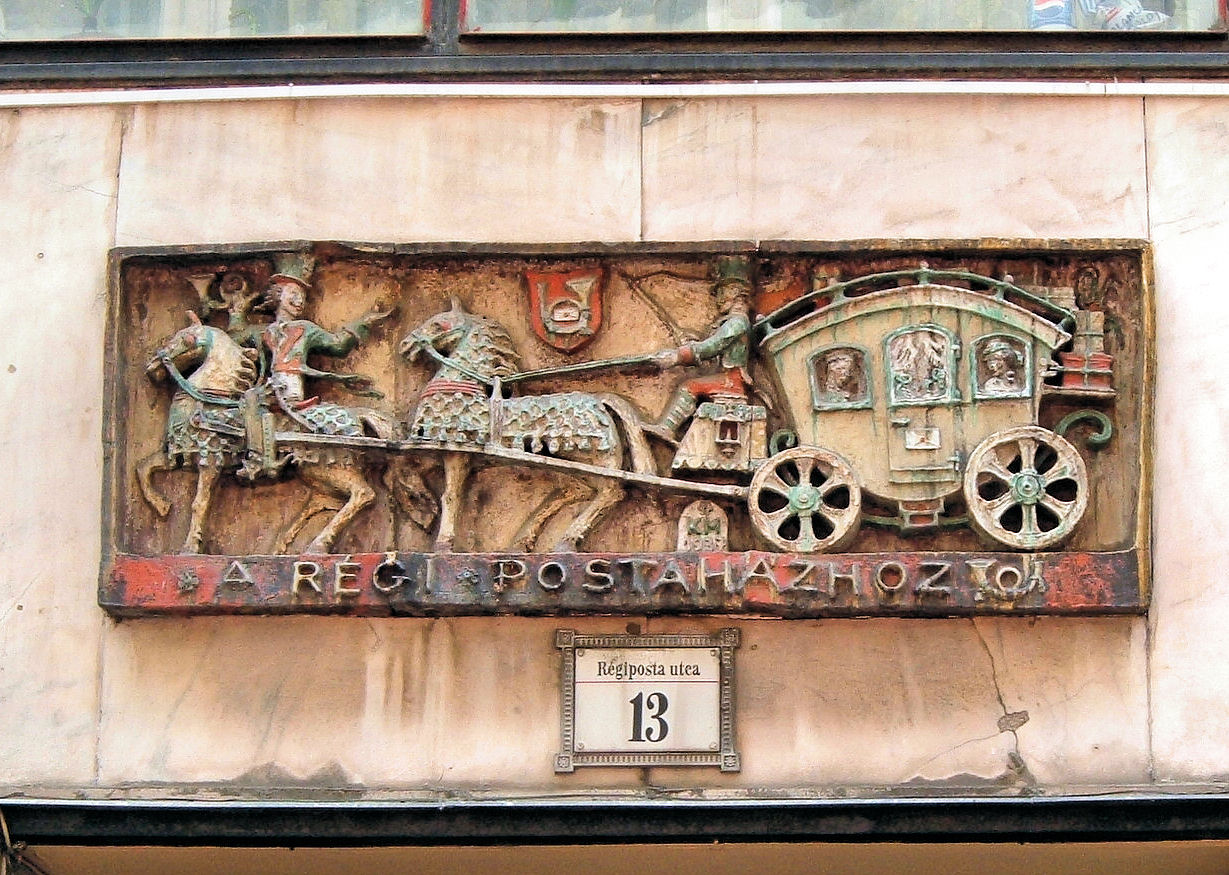
Keramik an einem alten Postamt in Budapest.
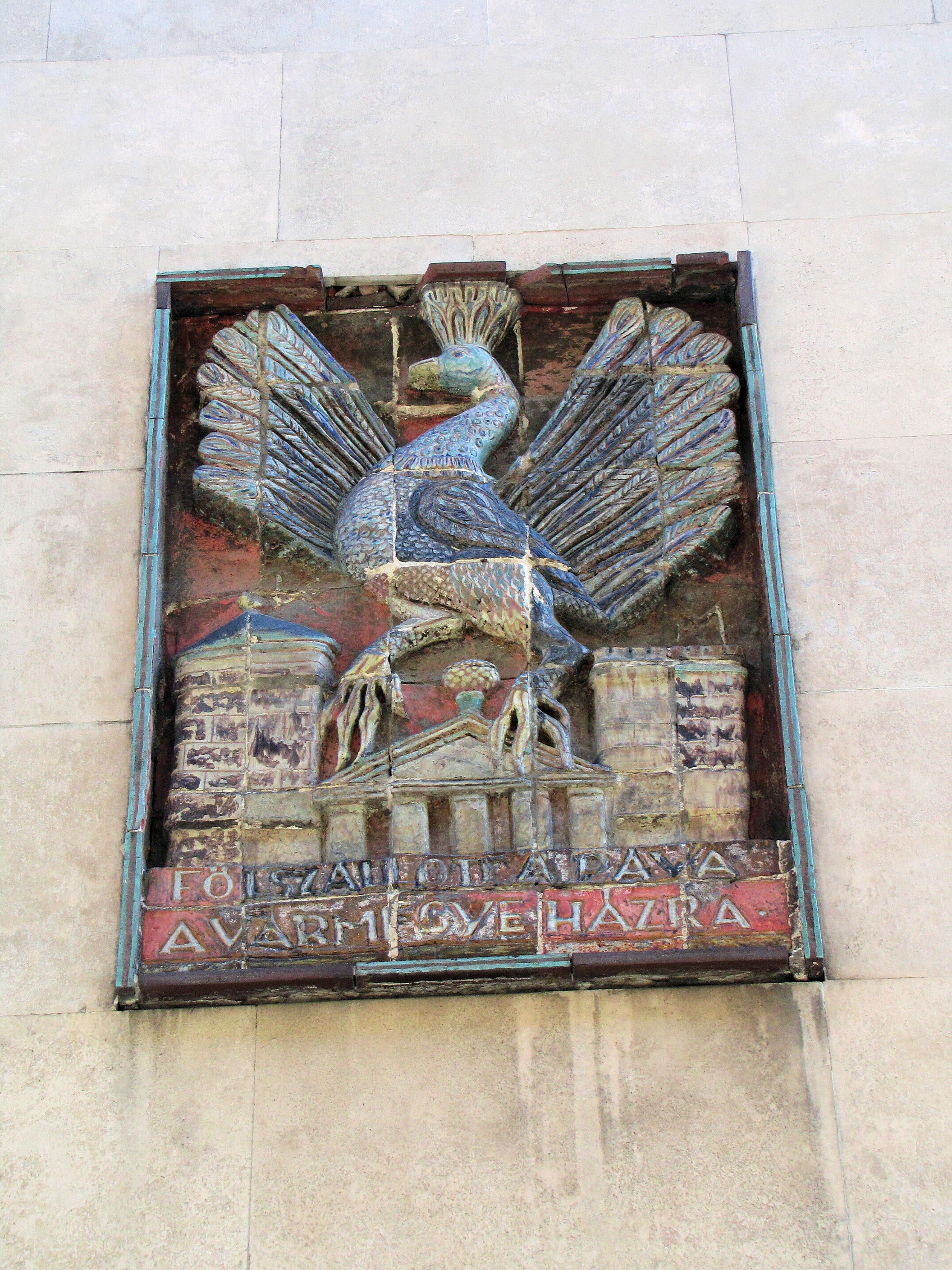
Plakette in der Vármegye Straße, Budapest.
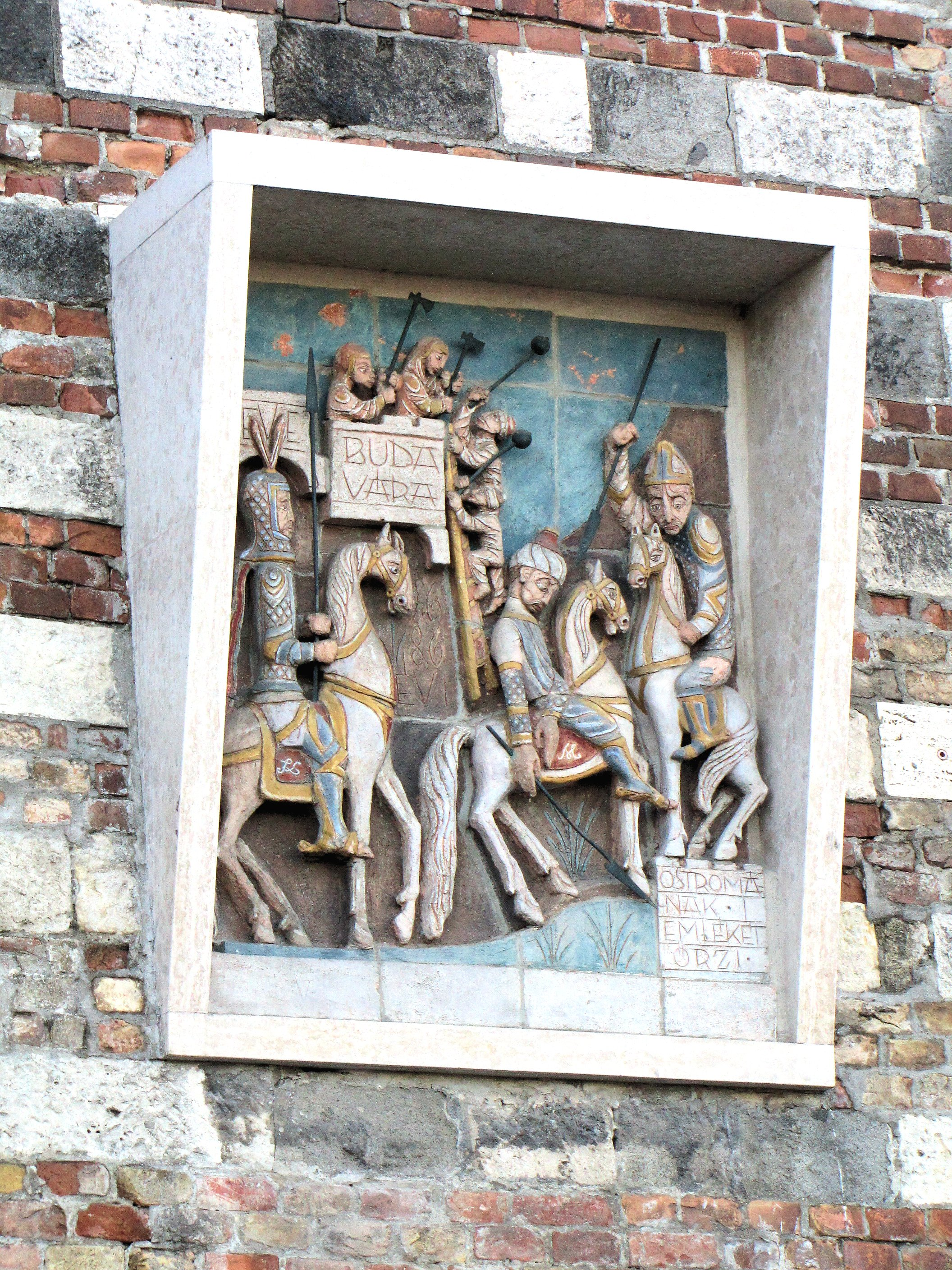
Keramik am Bécsi-Tor von Schloss Buda.
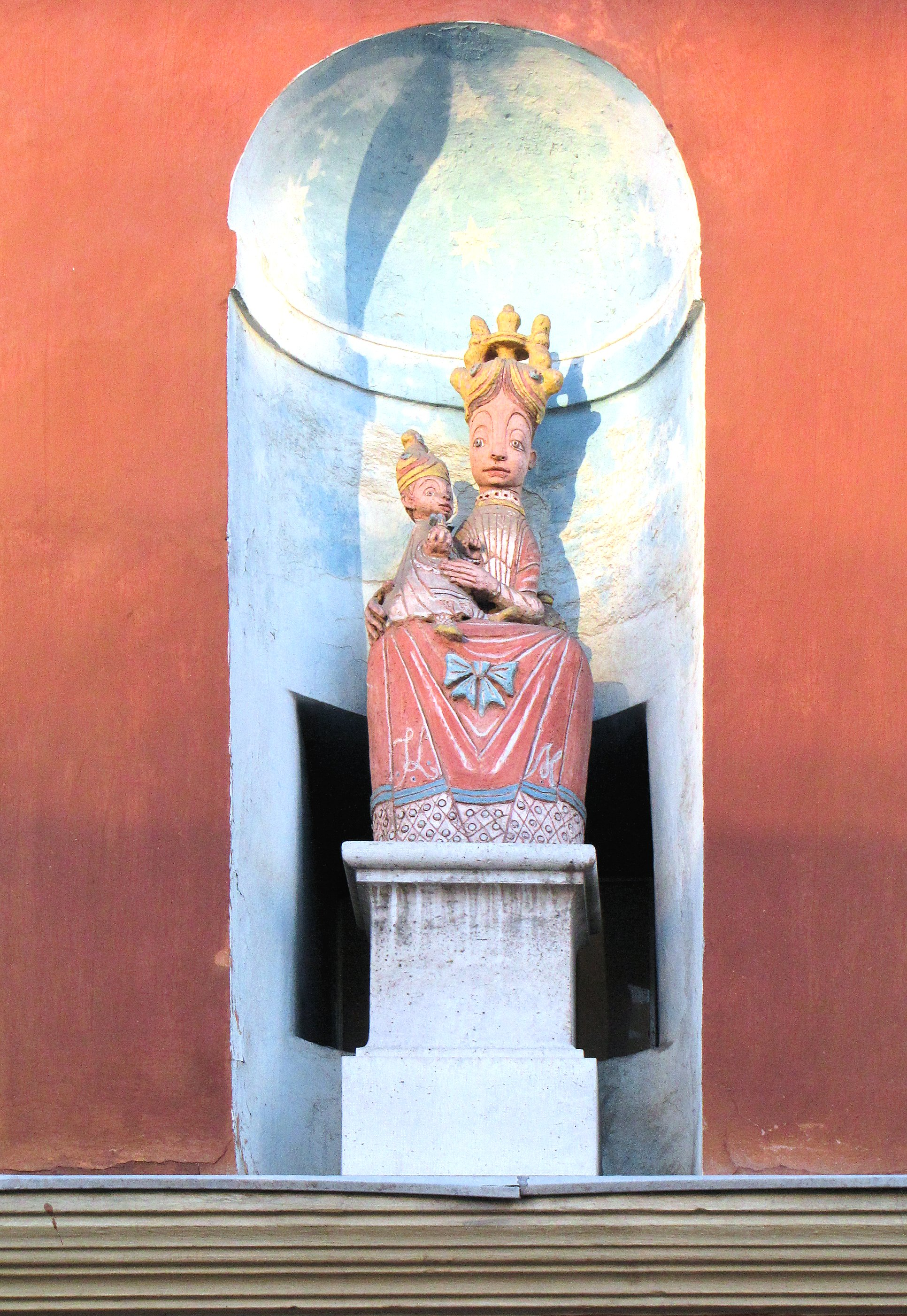
Maria mit Kind im Schloss-Viertel, Budapest.
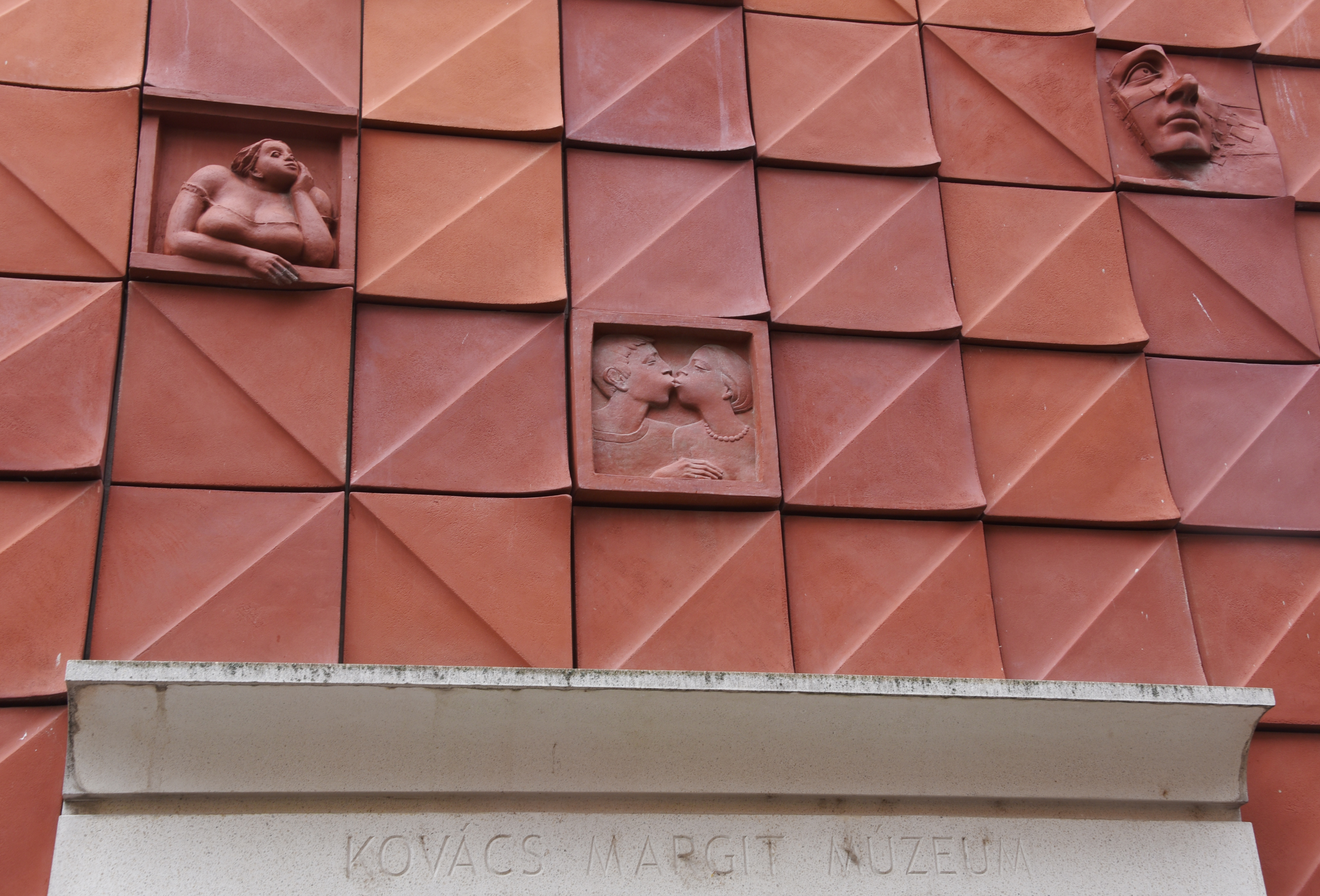
Teil des Daches des Margit Kovacs Museums in Szentendre